# Романюк Богдан Васильович
Романюк Богдан Васильович (15 червня 1946, село Голотки, Тернопільська область, Україна) — генерал-лейтенант України, заслужений юрист України, кандидат юридичних наук, доктор філософії, професор кафедри транспортного права та логістики Національного транспортного університету, почесний працівник МВС України.

## Життєпис
Народився 15 червня 1946 р. у с. Голотки на Тернопільщині в селянській сім'ї. Після закінчення школи працював робітником на Новосільській лукомеліоративній станції Тернопільської області.
Фахову освіту майбутній правозахисник здобував на юридичному факультеті Львівського державного університету ім. І. Я. Франка, який закінчив у 1971 р. В університеті потоваришував з одногрупниками О. Ф. Бантишевим, Ю. В. Горшковим (світлої пам'яті), М. В. Костицьким та А. Г. Юхименком— компанія тримала першість і в навчанні, і в розвагах. Дружбу зберегли й донині. На третьому курсі почав працювати помічником слідчого у прокуратурі м. Львова. У 1971 р.,закінчивши навчання, за розподілом був направлений до слідчого апарату органів внутрішніх справ. Протягом 12 років працював слідчим, старшим слідчим та старшим слідчим з особливо важливих справ, проводячи розслідування у велікій кількості кримінальних справ, у тому числі у низці складних та резонансних справ у сфері економіки.
У 1977—1994 рр. Богдан Васильович працює в центральному апараті МВС України, обіймаючи керівні посади: начальника відділу, заступника, першого заступника начальника Головного слідчого управління, першого заступника начальника Головного штабу МВС України.
З 1994 по 1997 р. — начальник УМВС у Львівській області. Високий професіоналізм та багаторічний досвід практичної роботи Богдана Васильовича зумовили у цей час успіх операції під його керівництвом щодо виявлення та затримання серійного вбивці Анатолія Онопрієнко, що скоїв 52 кривавих убивств у семи областях України.
У 1997 р. був повернутий у МВС України, а відтак, як офіцер діючого резерву, відряджений до Координаційного комітету по боротьбі з корупцією і організованою злочинністю при Президентові України, де працював першим заступником керівника Міжвідомчого НДЦ з проблем боротьби з організованою злочинністю при цьому комітеті. У 2007 році Міжвідомчий НДЦ було підпорядковано Раді національної безпеки і оборони України та Президентом України. Романюк Богдан Васильович був призначений керівником цього НДЦ. Працював на вказаній посаді до 24 травня 2012 року.
Протягом багатьох років Романюк Б. В. бере участь у нормотворчій діяльності. Розпорядженням Президента України від 24 вересня 1992 р. був введений до складу експертної групи з питань підготовки проектів міждержавних угод про правову допомогу. Указом Президента України від 20 березня 2008 р. включений до складу Комісії з розробки проекту концепції реформування системи органів МВС України.
До жовтня 2019 року протягом трьох скликань Верховної Ради України працював позаштатним консультантом Комітету парламенту з питань законодавчого забезпечення правоохоронної діяльності.
З 2012 року займається викладацькою діяльністю. Працює на посаді професора у Національному транспортному університеті, де викладає такі предмети як «Організація судових та правоохоронних органів», «Кримінальний процес» та «Кримінологія».
17.09.2020 року Постановою Верховної Ради України № 4104 був включений до складу комісії з проведення конкурсу на зайняття адміністративних посад у Спеціалізованій антикорупційній прокуратурі.

## Наукова робота
Автор (співавтор) понад 150 наукових праць, зокрема, монографій:
- «Сучасні теоретичні та правові проблеми використання спеціальних знань у досудовому слідстві»,
- «Законодавство України та зарубіжних країн щодо протидії корупції. Міжнародний досвід боротьби з корупцією»,
- «Удосконалення досудового провадження в Україні»,
- «Кримінальна відповідальність за спричинення смерті людині: кваліфікація таких діянь та їх відмежування від суміжних злочинів»,
- «Злочини проти миру, безпеки людства та міжнародного правопорядку»,
- «Спеціальні види звільнення від кримінальної відповідальності в Україні: умови, порядок та перспективи розвитку»;

Підручників та посібників:
- «Виявлення та розслідування злочинів, що вчиняються за допомогою комп'ютерних технологій»,
- «Контрабанда: засоби попередження та протидії»,
- «Організована злочинність в Україні»,
- «Курс кримінології: в 2-х томах»,
- «Кримінологія»,
- «Комп'ютерна злочинність»,
- «Кримінальне право України»,
- «Психологічні особливості організованих злочинних об'єднань (Використання психологічних знань у протидії організованій злочинності)»,
- «Тероризм: сучасний стан та міжнародний досвід боротьби»,
- «Виявлення та розслідування злочинів, що вчиняються у сфері інформаційних технологій»,
- «Внутрішня безпека України та шляхи її забезпечення»,
- «Посилення співпраці між Україною та ЄС щодо утвердження верховенства права в Україні. Аналітична доповідь та рекомендації»,
- «Участь спеціаліста на стадії досудового слідства»,
- «Корупційні діяння на державній службі — загроза національній безпеці Української держави: навч.-метод.матеріали»,
- «Кримінальна відповідальність за злочини проти безпеки руху та експлуатації транспорту».

Регулярно публікується у фаховій періодиці тощо. Задля впровадження в Україні передового досвіду боротьби з організованою злочинністю тощо вивчав здобутки інших країн: Німеччина, Данія, Румунія, Польща, Італія, Словаччина та інші.

## Нагороди
За особисті заслуги у боротьбі зі злочинністю, зміцнення законності і правопорядку, зразкове виконання службового обов'язку нагороджений Відзнакою Президента України «Іменна вогнепальна зброя», за особливі заслуги перед українським народом нагороджений Почесною грамотою Верховної Ради України, відзнакою «Хрест Слави», медаллю «За трудову доблесть», а також понад 20 іншими нагородами, званнями і 60 заохоченнями.

## Захоплення
На дозвіллі Богдан Васильович любить рибалити, полювати, відпочивати на природі, а ще закоханий у книжки — має величезну бібліотеку, любить читати і пише на фахові теми.
Його життєве кредо відображає усю відповідальність роботи захисника правопорядку:
|  | Будь завжди і в усьому чесним із самим собою та людьми |